# Synagoga na Śnipiszkach
Synagoga na Śnipiszkach lub Synagoga Pióromoncie – nieistniejąca synagoga w dzielnicy Śnipiszki w Wilnie.

## Historia
Synagoga znajdowała się nad brzegiem rzeki, pomiędzy obecnym Centralnym Domem Towarowym Wilna a hotelem Radisson Blu. W pobliżu synagogi znajdował się także cmentarz żydowski. Na obecnym terenie cmentarza znajduje się Pałac Sportu.

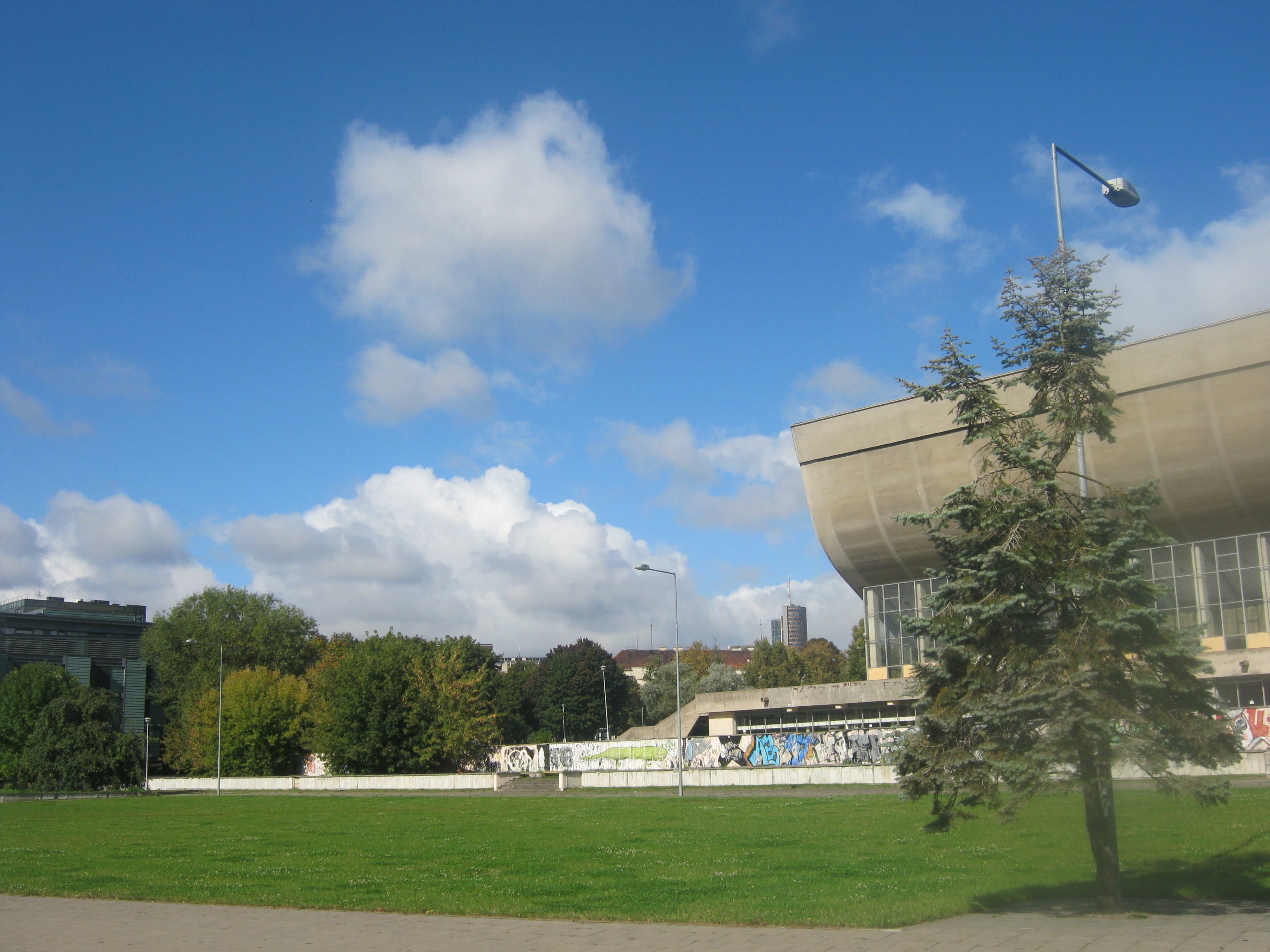
Lokalizacja cmentarza żydowskiego
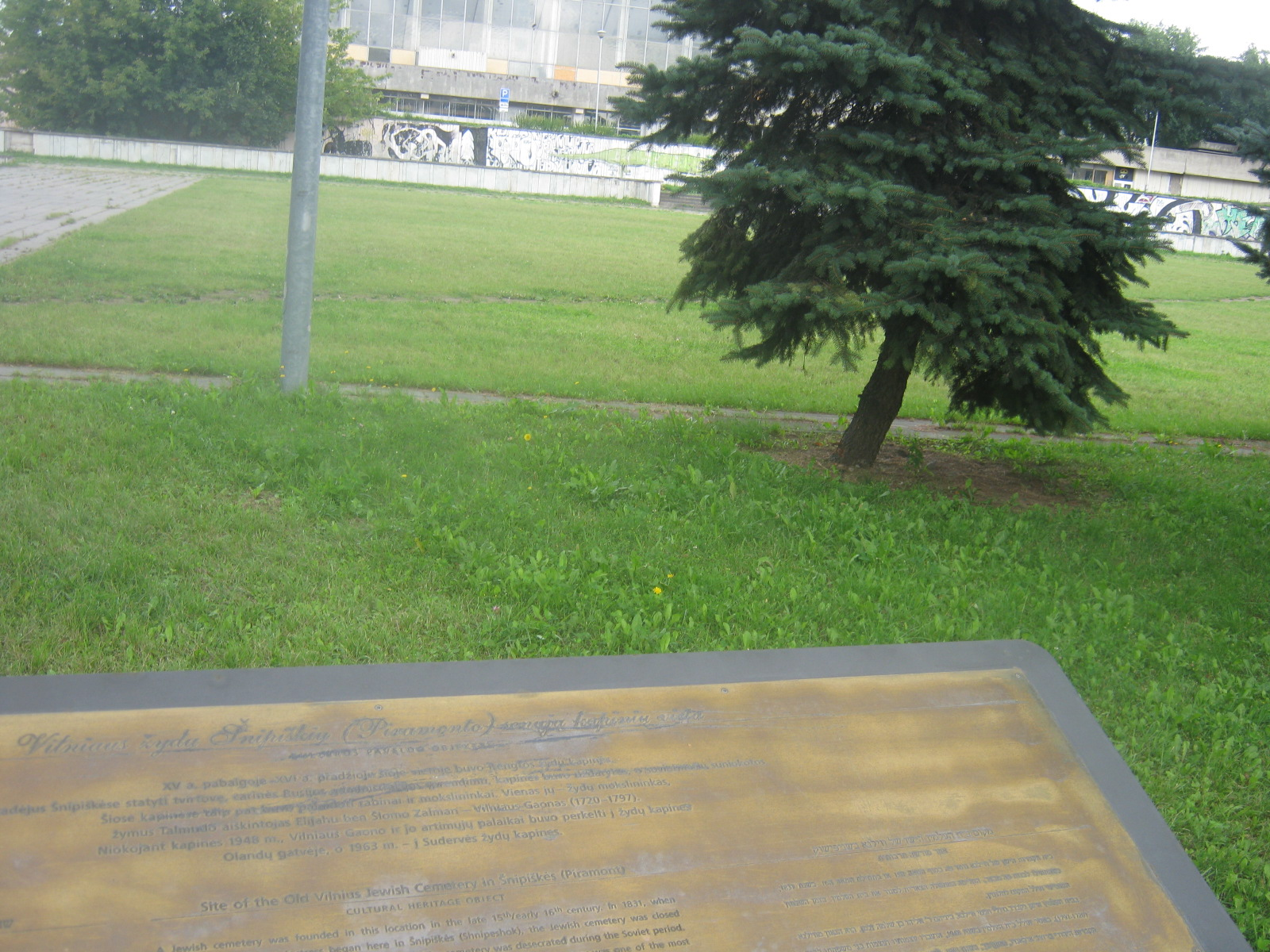
Tablica upamiętniająca cmentarz żydowski na Śnipiszkach